# Trithemis pluvialis
Trithemis pluvialis е вид водно конче от семейство Libellulidae. Видът не е застрашен от изчезване.

## Разпространение
Разпространен е в Ангола, Демократична република Конго, Замбия, Зимбабве, Камерун, Кения, Малави, Мозамбик, Намибия, Свалбард и Ян Майен, Танзания и Южна Африка.